# Йога Айенгара
Йога Айенгара — одно из направлений хатха-йоги, основанная йогином Айенгаром. 
Айенгар-йога основное внимание уделяет правильному положению тела, чтобы оно могло гармонично развиваться и стать анатомически безупречным. Характерной особенностью метода является статичное выполнение асан с необходимыми опорами. Другой характерной чертой метода является подробное, детальное объяснение каждой позы и индивидуальный подход к каждому практикующему.
Айенгар-йога предполагает изучение асан и пранаямы (дыхательных техник), которые в айенгар-йоге включают в себя все остальные высшие ступени йоги, вплоть до самадхи (религиозная «цель» йоги, сосредоточенность, «реализация»). Важным аспектом йоги Айенгара является выполнение асан в определённой последовательности. 
Айенгар-йога может быть также использована в лечебных целях.
В 1937 году Шри Тирумалай Кришнамачарья вдохновил Айенгара отправиться в Пуну и начать преподавать там йогу. В Пуне Айенгар совершенствовал свои практики, проводя на занятиях йогой по много часов в день, обучаясь различным техникам и экспериментируя с созданием своих собственных.
В 1975 году Айенгар основал в Пуне Мемориальный институт йоги Рамамани Айенгара, посвятив его памяти своей умершей жены. В дальнейшем Институты йоги Айенгара были открыты в 1984 году в Лос-Анджелесе и в 1987 году в Нью-Йорке.